# Élections régionales de 1970 en Sarre
Les élections régionales de 1970 en Sarre (en allemand : Landtagswahl im Saarland 1970) se tiennent le 14 juin 1970 afin d'élire les 50 députés de la 6e législature du Landtag pour un mandat de cinq ans.
Le scrutin est marqué par la victoire de la CDU du ministre-président Franz-Josef Röder, qui remporte la majorité absolue des sièges. Seul le SPD ayant franchi le seuil électoral, c'est la première fois que seuls deux partis sont représentés au Landtag.

## Mode de scrutin
Le Landtag est constitué de 50 députés (en allemand : Mitglied des Landtags, MdL), élus pour une législature de cinq ans au suffrage universel direct et suivant le scrutin proportionnel d'Hondt.
Chaque électeur dispose d'une voix, qui compte double : elle lui permet de voter pour une liste de candidats, le Land comptant un total de trois circonscriptions plurinominales ; elle est alors automatiquement attribuée au parti politique à laquelle cette liste est rattachée.
Lors du dépouillement, l'intégralité des 50 sièges est répartie en fonction des voix attribuées aux partis, à condition qu'un parti ait remporté 5 % des voix au niveau du Land. La répartition est ensuite répétée dans les trois circonscriptions.

## Campagne

### Principales forces
| Parti | Parti                                                                              | Chef de file                           | Résultats de 1965          |
| ----- | ---------------------------------------------------------------------------------- | -------------------------------------- | -------------------------- |
|       | Union chrétienne-démocrate d'Allemagne Christlich Demokratische Union Deutschlands | Franz-Josef Röder (Ministre-président) | 42,7 % des voix 23 députés |
|       | Parti social-démocrate d'Allemagne Sozialdemokratische Partei Deutschlands         | Kurt Conrad                            | 40,7 % des voix 21 députés |
|       | Parti démocrate de la Sarre Demokratische Partei Saar                              | Reinhard Koch (Ministre de l'Économie) | 8,3 % des voix 4 députés   |

## Résultats

### Voix et sièges
| Parti                             | Parti                                        | Voix    | Voix  | Sièges | Sièges        | Sièges | Sièges | Sièges        |
| Parti                             | Parti                                        | Votes   | %     | Circ.  | +/-           | Land   | Total  | +/-           |
| --------------------------------- | -------------------------------------------- | ------- | ----- | ------ | ------------- | ------ | ------ | ------------- |
|                                   | Union chrétienne-démocrate d'Allemagne (CDU) | 308 107 | 47,85 | 22     | 2             | 5      | 27     | 4             |
|                                   | Parti social-démocrate d'Allemagne (SPD)     | 262 492 | 40,77 | 18     | en stagnation | 5      | 23     | 2             |
|                                   | Parti démocrate de la Sarre (FDP/DPS)        | 28 167  | 4,37  | 0      | 2             | 0      | 0      | 4             |
|                                   | Parti national-démocrate d'Allemagne (NPD)   | 22 020  | 3,42  | 0      | en stagnation | 0      | 0      | en stagnation |
|                                   | Parti communiste allemand (DKP)              | 17 344  | 2,69  | 0      | en stagnation | 0      | 0      | en stagnation |
|                                   | Parti populaire chrétien (SVP/CVP)           | 5 773   | 0,90  | 0      | en stagnation | 0      | 0      | 2             |
|                                   |                                              |         |       |        |               |        |        |               |
| Votes valides                     | Votes valides                                | 643 903 | 98,51 |        |               |        |        |               |
| Votes blancs et nuls              | Votes blancs et nuls                         | 9 766   | 1,49  |        |               |        |        |               |
| Total                             | Total                                        | 653 669 | 100   | 40     | en stagnation | 10     | 50     | en stagnation |
| Abstentions                       | Abstentions                                  | 101 809 | 13,48 |        |               |        |        |               |
| Nombre d'inscrits / participation | Nombre d'inscrits / participation            | 755 478 | 86,52 |        |               |        |        |               |

### Analyse
La CDU du ministre-président Franz-Josef Röder, qui dirige le gouvernement de la Sarre depuis déjà 11 ans, remporte la première majorité absolue au Landtag depuis que le Land a intégré l'Allemagne de l'Ouest en 1955. Elle bénéficie de l'effondrement du SVP, parti historique de la droite démocrate-chrétienne qui ne cessait de décliner, et de l'échec du FDP/DPS à maintenir sa représentation parlementaire. Alors que six partis se partageaient les bancs de l'assemblée 15 ans plus tôt, ils ne sont désormais plus que deux.